# Estatització

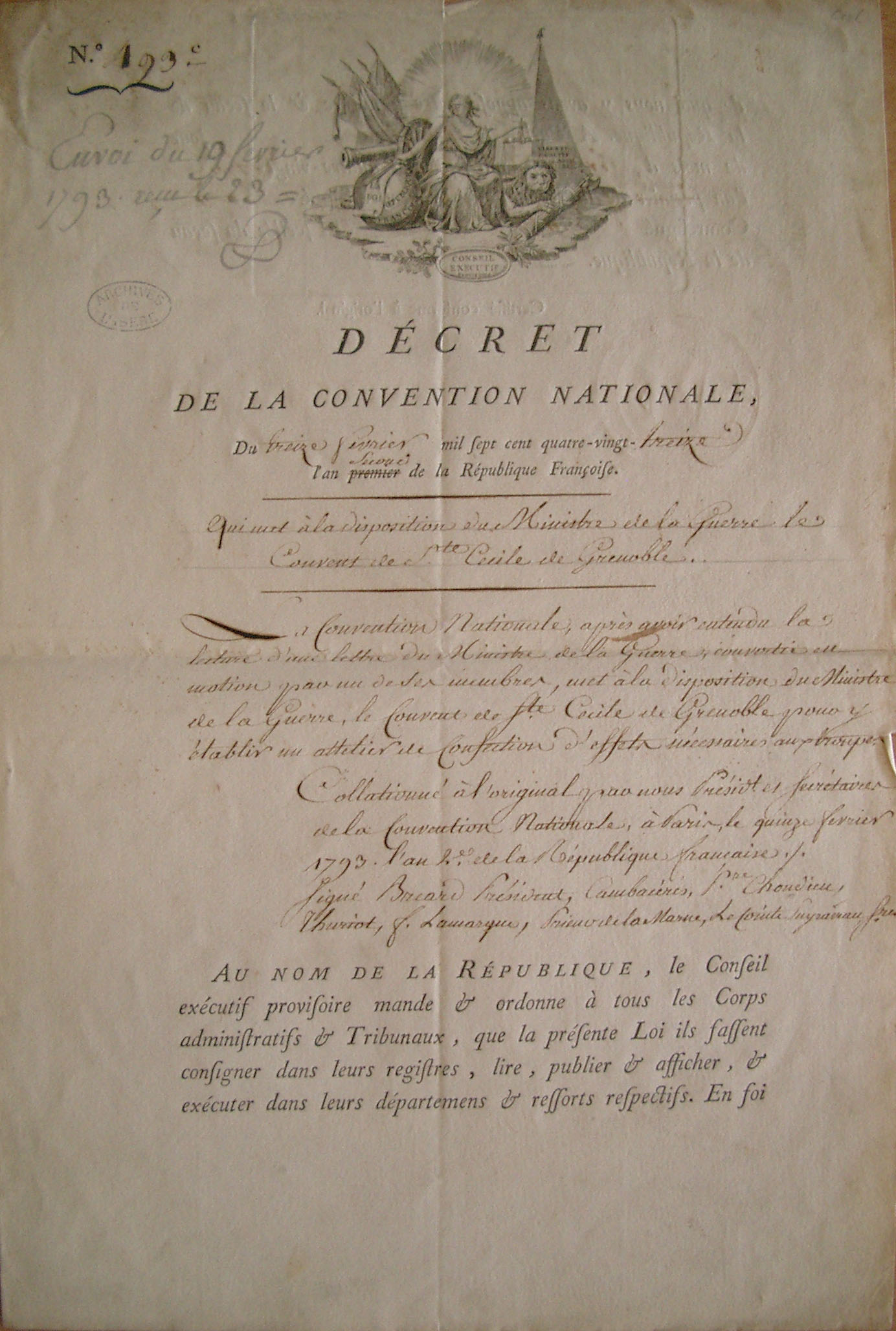
Un decret de la Revolució francesa assignat un convent a l'exèrcit

Estatització, estatalització o nacionalització és el conjunt de disposicions i operacions mitjançant les quals l'Estat assumeix, en forma variada, l'administració d'empreses privades, de grups d'empreses o de la totalitat de certs sectors econòmics controlats amb anterioritat per particulars. L'estatització és l'oposat a la privatització. També se l'anomena nacionalització dels mitjans de producció, encara que una empresa estatizada pot ser prèviament tant de propietat nacional com estrangera.
Hi ha una renacionalització quan hi ha hagut una privatització i més tard es nacionalitza una altra vegada, sovint quan ho fa un partit polític diferent agafa el poder.
La nacionalització era una de les estratègies principals propugnades per la transició socialista des del capitalisme al socialisme. Les ideologies socialistes que afavoreixen la nacionalització típicament es diuen socialisme d'estat.
La nacionalització pot ocórrer amb compensació pels anteriors propietaris o sense. Si té lloc sense compensació és un cas de confiscació. En la nacionalitzacó el govern reté el control de la propietat nacionalitzada, a diferència de la redistribució de la propietat. Algunes nacionalitzacions tenen lloc quan un govern requisa propietats adquirides il·legalment. Per exemple l'any 1945 el govern francès requisà vehicles als fabricants de Renault perquè els seus propietaris havien col·laborat amb els ocupants nazis de França.

### Sobre nacionalitació de bancs
- Dougherty, Carter, Stopping a Financial Crisis, the Swedish Way, The New York Times," September 23, 2008.
- Hilferding, Rudolf (1981) Finance Capital: A Study of the Latest Phase of Capitalist Development (London: Routledge & Kegan Paul), p. 234. ISBN 0-7100-0618-7, 9780710006189
- La Porta, Rafael, Florencio Lopez-de-Silanes, Andrei Shleifer, Government Ownership of Banks, The Journal of Finance, vol. 57, No. 1 (Feb. 2002), 265-301.
- La Botz, Dan (2008) The Financial Crisis: Will the U.S. Nationalize the Banks? Monthly Review 28 September 2008
- Lohr, Steve, From Japan's Slump in 1990s, Lessons for U.S., The New York Times, February 9, 2008.
- Maxfield, Sylvia, The International Political Economy of Bank Nationalization: Mexico in Comparative Perspective, Latin American Research Review, Vol. 27, No. 1 (1992), pp. 75–103.
- Myers, Margaret G., The Nationalization of Banks in France, Political Science Quarterly, Vol. 64, No. 2 (June